# KZ-Außenlager Humboldtstraße

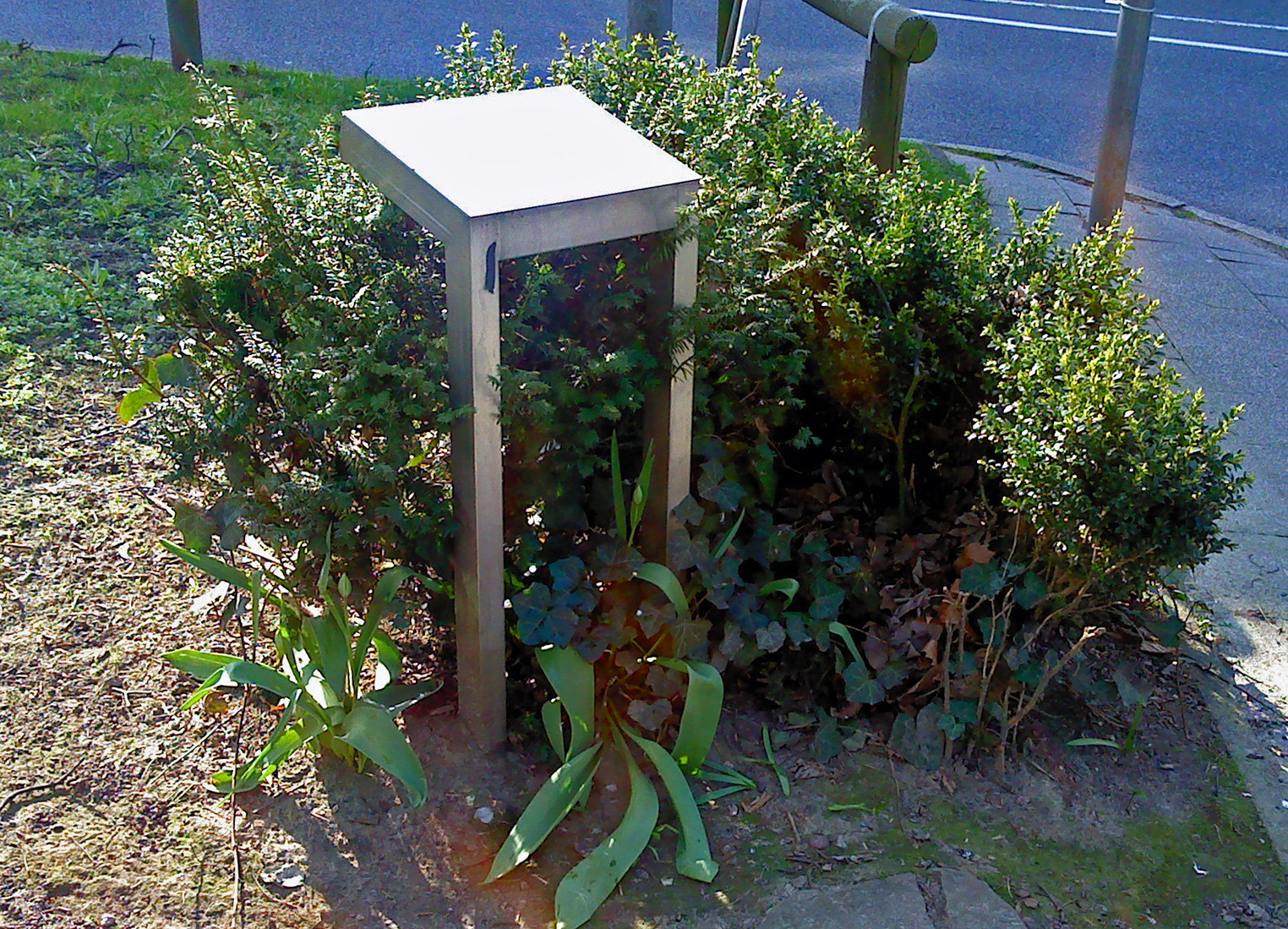
Gedenktafel der Stadt Essen an der Humboldtstraße / Ecke Regenbogenweg in Essen-Fulerum

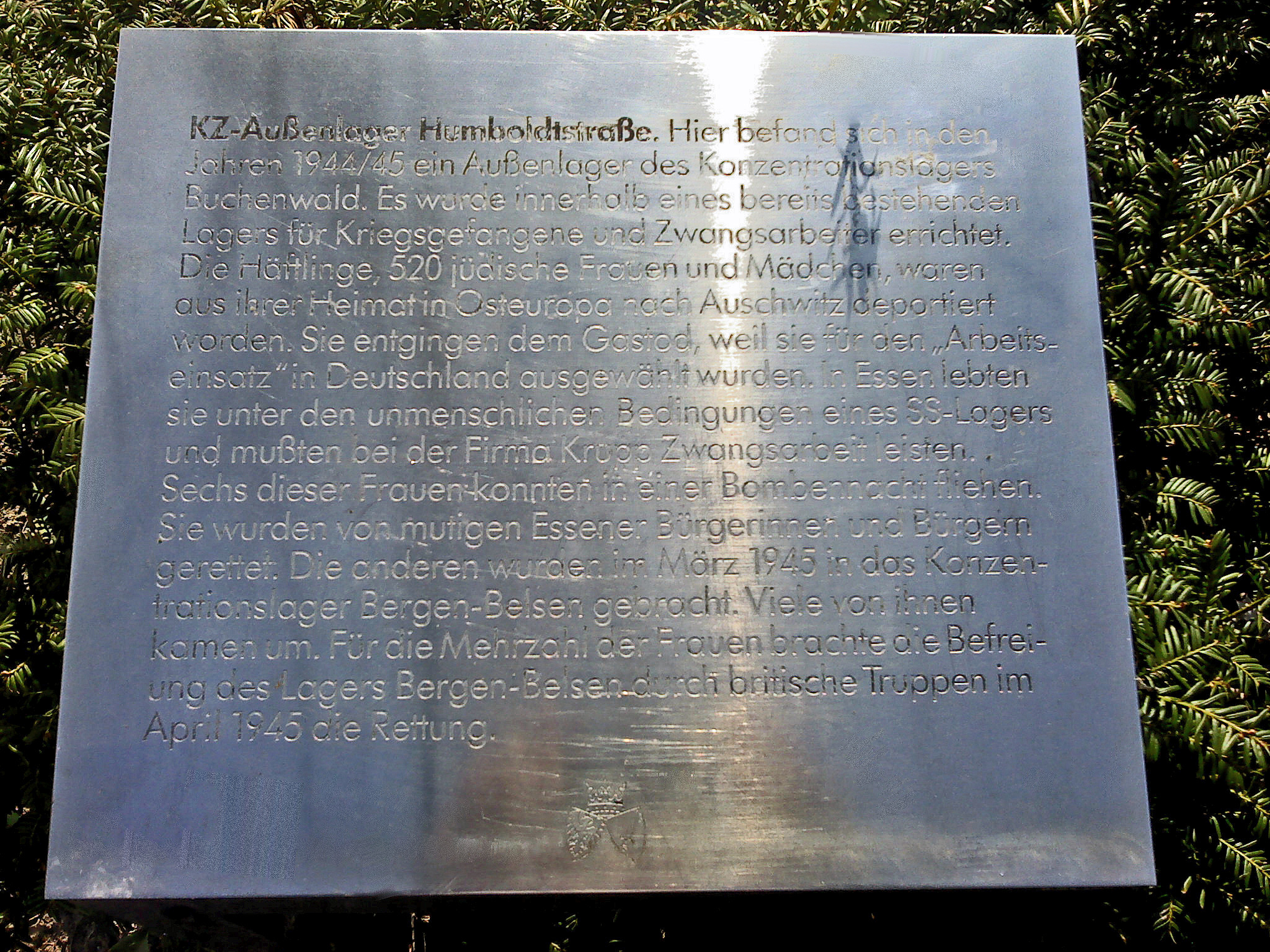
Text der Gedenktafel Humboldtstraße / Ecke Regenbogenweg

Das KZ-Außenlager Humboldtstraße war im Zweiten Weltkrieg eine Außenstelle des Konzentrationslagers Buchenwald im Essener Stadtteil Fulerum.
Die offizielle Bezeichnung war SS-Arbeitskommando Fried. Krupp, Essen. Hier waren auch 520 junge jüdische Frauen als Zwangsarbeiterinnen für die Friedrich Krupp AG untergebracht.

## Geschichte

### Entstehung
Aufgrund der sich spürbar verschlechterten kriegswirtschaftlichen und militärischen Lage im Deutschen Reich im letzten Kriegsjahr entwickelte sich ein immer stärker werdender Arbeitskräftemangel in der Rüstungsindustrie. Diese befand sich in Essen westlich der Innenstadt in der Krupp-Gussstahlfabrik, die  auch Waffenschmiede des Deutschen Reiches genannt wurde.

„In der zweiten Kriegshälfte galt der Arbeitseinsatz als vordringliche Aufgabe der Konzentrationslager. Im Mai 1944 gab Hitler den Befehl, ungarische jüdische Häftlinge für die anfallenden Arbeiten in der Rüstungsindustrie heranzuziehen, so dass im Sommer 1944 100.000 ungarische Juden in die Lager gelangten. Für ihre Behandlung gab Sauckel, der Generalbevollmächtigte für den Arbeitseinsatz, die Richtlinie aus: „Alle diese Menschen müssen so ernährt, untergebracht und behandelt werden, dass sie bei denkbar sparsamsten Einsatz die größtmöglichste Leistung erbringen“.“

Im Frühsommer 1944 forderte die Friedrich Krupp AG, nachdem keine Kriegsgefangenen und ausländischen Zivilarbeiter mehr zur Verfügung standen, sowie eigene Belegschaftsmitglieder für den Krieg eingezogen wurden, die Zuteilung von 2000 männlichen KZ-Häftlingen als Arbeitskräfte an. Der stellvertretende Personalchef der Firma Krupp, Heinrich Lehmann, sprach persönlich bei der zuständigen Amtsgruppe D, der Inspektion der Konzentrationslager des SS-Wirtschafts- und Verwaltungshauptamtes (WVHA) in Oranienburg vor. Darauf folgte an das KZ Buchenwald eine schriftliche Anforderung, der im Juni 1944 entsprochen wurde. Statt der geforderten 2000 Mann wurden der Firma Krupp jedoch weibliche Häftlinge zugesagt, meist ungarische Jüdinnen, die zuvor in das KZ Auschwitz-Birkenau deportiert, aber dort noch nicht in den Gaskammern ermordet worden waren. Die Abkommandierung zur Zwangsarbeit rettete diese Frauen zunächst vor dem Gastod im KZ. Die 2000 Jüdinnen, von denen viele aus Nordsiebenbürgen stammten und Rumänisch sprachen, befanden sich zur Trümmerbeseitigung im Hydrierwerk der Gelsenberg-Benzin AG in einem Zeltlager in Gelsenkirchen (Gelsenberg-Lager), das dem KZ Buchenwald unterstand. Krupp sandte den Beauftragten Walter Trockel ins Gelsenberg-Lager. Von einer Delegation aus Personalverwaltung und Betriebsführung wurden 500 Frauen im Alter von durchschnittlich 20 Jahren ausgewählt. Obwohl Krupp nur 300 Arbeitsplätze für Frauen hatte, konnten grundsätzlich nur Gruppen zu 500 Personen zugeteilt werden. Zusätzlich wählte man noch 20 sogenannte Funktionshäftlinge aus. Alle 520 Frauen wurden am 24. August 1944 in das KZ-Außenlager in der Humboldtstraße in Essen-Fulerum gebracht.

### Das Lager
Die Leitung der Arbeitslager des Krupp-Konzerns, in denen KZ-Häftlinge und Kriegsgefangene Zwangsarbeit leisten mussten, hatte Friedrich von Bülow. Damit war er mitverantwortlich für Misshandlungen und die systematische Unterernährung in den Lagern. Albert Rieck, ein dreißigjähriger SS-Oberscharführer, war Lagerführer an der Humboldtstraße. Seine Stellvertreter waren die SS-Unterscharführer Otto Maier und Willi Kerkhoff.
1943 wurde das Lagergelände in Fulerum angelegt. Zunächst befanden sich im Lager französische Zivilarbeiter, später sowjetische Zwangsarbeiterinnen und italienische Militärinternierte. Im August 1944 kamen die in Gelsenkirchen ausgewählten jüdischen Frauen für die Rüstungsindustrie der Firma Krupp hinzu. Sie brachte man in dem mit Stacheldraht abgegrenzten, westlichen Lagerbereich mit vier Schlafbaracken und einer Küchenbaracke mit Speiseraum unter. Zuvor waren hier die internierten Italiener untergekommen. Die Baracken waren auf freiem Feld errichtet worden. Es gab keine befestigten Zugangswege. Eine Schlafbaracke bot 130 Schlafplätze auf Strohsäcken in 65 doppelten Bettgestellen. Gegenüber dem Stacheldraht waren die sowjetischen Häftlinge untergebracht. Da die SS aufgrund der Vielzahl der entstandenen Außenlager zu wenig Wachpersonal hatte, ließ sie zur Ergänzung ihrer Truppen Krupp-Mitarbeiterinnen im KZ Ravensbrück während eines rund zehntägigen Crash-Kurses schulen und führte sie in den SS-Dienst ein (siehe SS-Gefolge).
Die 520 jungen jüdischen Frauen mussten nun im Kruppschen Walzwerk II und in der Elektrodenwerkstatt der Krupp-Gussstahlfabrik an der Helenenstraße Schwerstarbeit leisten, wobei sie von anderen Arbeitskräften abgegrenzt wurden. Der morgendliche Appell fand immer um 4 Uhr vor den Baracken statt. Die rund sechs Kilometer Entfernung zwischen Arbeitsstätte und Lager konnten die Zwangsarbeiterinnen meist hin und zurück mit der Straßenbahn fahren. Arbeitsbeginn war um 6 Uhr für die meisten Frauen im Walzwerk II, um Öfen zu beschicken oder Schweißarbeiten und Hilfstätigkeiten auszuführen.
In der Nacht vom 23. auf den 24. Oktober 1944 wurde der südliche Teil des Arbeitslagers an der Humboldtstraße durch Luftangriffe der Alliierten nahezu völlig zerstört, was eine weitere Verschlechterung der Situation der Häftlinge zur Folge hatte. Die Frauen reparierten notdürftig die Küchenbaracke, die am wenigsten beschädigt worden war. Es gab jetzt kaum noch Platz und zu wenig Decken oder Stroh. Statt mit der Straßenbahn, die auch zerstört worden war, zu fahren, mussten nun die sechs Kilometer Arbeitsweg zu Fuß marschiert werden, die Füße mit Lappen umwickelt oder in Holzpantoffeln, da es keine Schuhe gab. Auf dem teils bereits zerstörten Werksgelände mussten nun auch Aufräumarbeiten mit Schleppen von Baumaterialien erledigt werden. Nach 18 Uhr wurden die Frauen wieder zurück ins Lager getrieben. Lebensmittel wurden weiter gekürzt, meist Weißkohlsuppe und Brot. Da auch die Küchenbaracke bei einem weiteren Luftangriff der Alliierten am 12. Dezember 1944 zerstört wurde, gab es nun nur noch im Kellerraum einer zerstörten Baracke Schlafmöglichkeiten mit etwas Stroh auf meist feuchtem Zementboden. Die Kruppsche Firmenleitung hatte zwar Kenntnis dieser Zustände, unternahm jedoch nichts.
Lagerleiter Rieck schlug die Frauen mit einem Gummiknüppel auf den Mund. Täglich liefen einige Mädchen mit blutigen Gesichtern herum. Zudem ist bekannt, dass eine Frau an schweren Erfrierungen starb und eine weitere an Tuberkulose. Eine entdeckte schwangere Frau wurde ins KZ Auschwitz gebracht. In einem Ermittlungsverfahren an der Zentralen Stelle der Landesjustizverwaltungen zur Aufklärung nationalsozialistischer Verbrechen in Ludwigsburg 1971 stellte man fest, dass vier Frauen Misshandlungen erlagen, zwei bei einem Luftangriff starben und auch ein Neugeborenes getötet wurde.

### Flucht von sechs Frauen

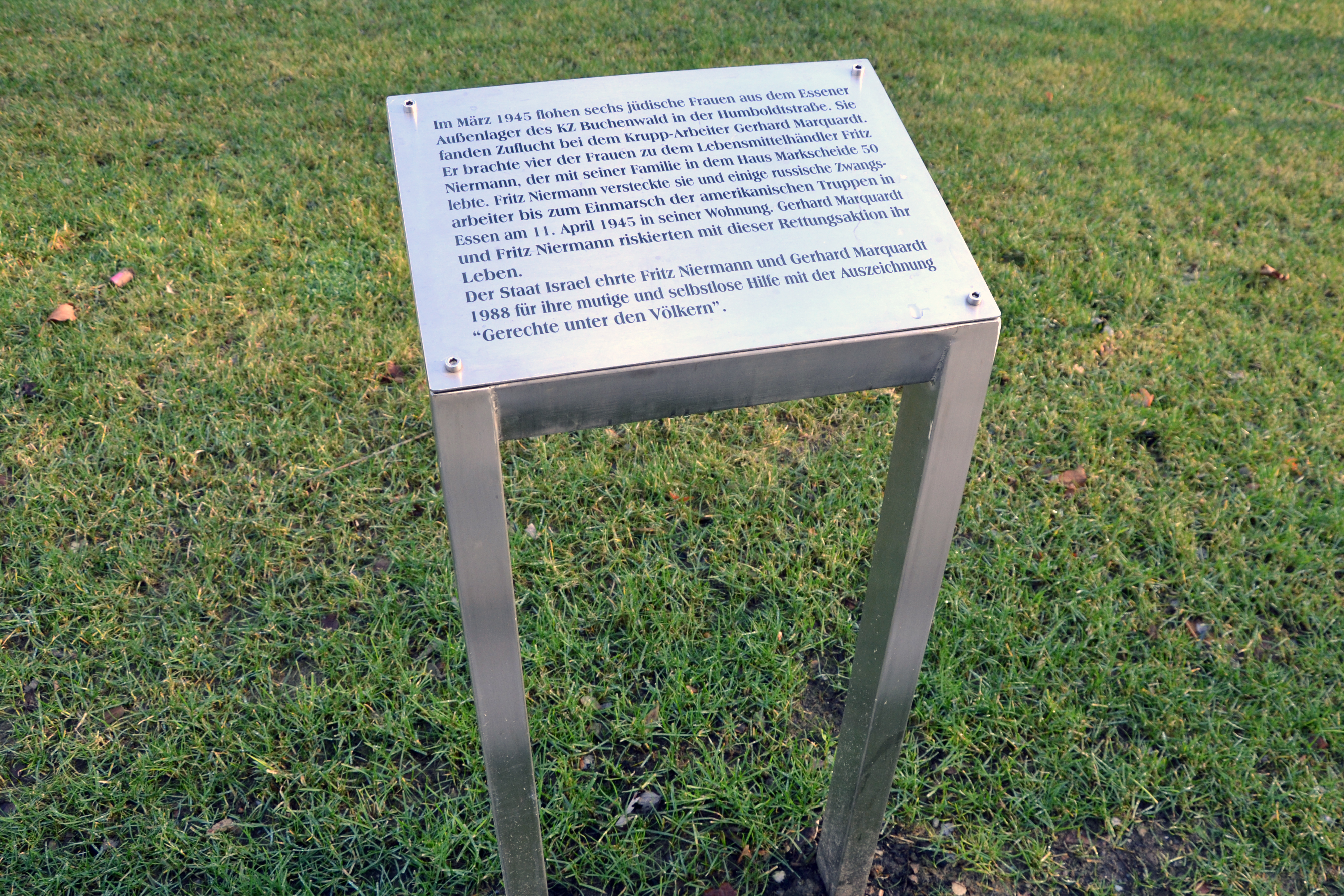
Neu aufgestellte Gedenktafel vom ehemaligen Haus Markscheide 50

Sechs Frauen (namentlich: Gizella Israel, Rosa Katz, Agnes und Renée Königsberg sowie Elizabeth und Erna Roth) konnten, Ende Februar oder Anfang März 1945, in den Wirren eines Luftangriffs auf dem Weg vom Lager zur Arbeit vor dem Abtransport nach Bergen-Belsen flüchten. Als die SS-Wachen dabei in Luftschutzbunker flüchteten und die Mädchen zurückblieben, sahen diese ihre Chance zur Flucht.
Einige Tage verbrachten sie im Keller der zerstörten Leichenhalle des jüdischen Friedhofes am Reckhammerweg. Dann kamen sie ins nahe gelegene Haus zu Gerhard Marquardt, dem Krupp-Mitarbeiter, den Rosa Katz zuvor bei der Pflege seiner kranken Frau kennengelernt hatte. Er bot ihr damals Hilfe an und versorgte nun die Mädchen in der Trauerhalle mit Wasser und Brot. Die sechs Mädchen wurden jedoch dort gesehen und konnten in Marquardts Notunterkunft, einer Gartenlaube an der Stadtwiese unterkommen, wo Erna Marquardt für sie kochte. Dann versteckte Gerhard Marquardt die Mädchen in einer Hausruine am Reckhammerweg und später in einer verlassenen Gartenlaube. Größeren Brotvorrat konnte Marquardt mithilfe eines Bekannten beschaffen, Heinz S., der Mitglied in der Waffen-SS war.
Nachdem wenig später auch die Gartenlaube kein sicheres Versteck mehr bot, wandten sich die flüchtigen Mädchen an den Ofenbauer und Krupp-Meister Karl Schneider, der den Mädchen wegen guter Behandlung in Erinnerung war. Karl Schneider brachte die Mädchen an verschiedenen Orten in Essen-Altendorf unter: Rosa Katz kam zu einem noch heute unbekannten SA-Mann in die Nähe der Brücke der Berliner Straße über die Eisenbahn,
vier Mädchen, die Geschwister Roth und Königsberg, brachte Karl Schneider zu dem Lebensmittelhändler Fritz Niermann in seine Wohnung in der Markscheide 50. Niermann wurde bei der Rettung der Mädchen von Heinrich Edelmeier und Adolf Gatzweiler aus dem Sicherheitshilfsdienst unterstützt. Niermann, dessen Frau und Töchter aufgrund der Luftangriffe evakuiert worden waren, konnte die vier Mädchen mit der Hilfe von Gertrud Hahnen bei sich versorgen. Er hatte die Mädchen bereits früher auf dem Weg vom Lager zur Arbeit gesehen und sich zwecks Hilfe an die ihm bekannten Meister bei Krupp gewandt, darunter auch Karl Schneider, so dass sie außerhalb der Firma solch notwendige Dinge wie Brot oder Seife zugesteckt bekommen konnten. Gisella Israel blieb bei Karl Schneider und wurde dort von seiner Nachbarin Erna Lippold betreut, da seine Frau und sein Kind evakuiert worden waren.
Mit anderen russischen Zwangsarbeitern konnten alle sechs Mädchen vier Wochen lang, bis zum Einmarsch der Amerikaner in Essen am 11. April 1945, in ihren Verstecken gehalten werden und überlebten damit ihre Flucht. Gisella Israel kehrte nach Ungarn zurück, Rosa Katz ging nach Venezuela, Elisabeth und Erna Roth sowie Agnes und Renée Königsberg wanderten in die Vereinigten Staaten aus.
Am 19. März 1985 verlieh der Staat Israel Fritz Niermann und Gerhard Marquardt für ihre mutige und selbstlose Hilfe, die sie selbst in Lebensgefahr gebracht hatte, postum den Ehrentitel Gerechter unter den Völkern.

### Auflösung und Befreiung
Am 17. März 1945 musste das Lager aufgelöst werden, da es aufgrund des weiteren Vorrückens der Alliierten Truppen nicht weiterbetrieben werden konnte. Bereits im Februar 1945 behauptete Lagerleiter Rieck, dass er den Befehl habe, keinen Lagerhäftling lebend in die Hände der Alliierten fallen zu lassen. Krupp verfügte daraufhin, dass seine Zwangsarbeiterinnen Essen sofort zu verlassen haben. Sie mussten an jenem 17. März zu einem Sonderzug nach Bochum marschieren, wobei sie von SS-Wachleuten und einem Verwaltungsangestellten der Firma Krupp geführt wurden. Von dort wurden die hungernden Häftlingsfrauen mit jüdischen männlichen Häftlingen aus Ungarn zusammen per Eisenbahn zum Konzentrationslager Buchenwald abtransportiert. Die Fahrt in 3.-Klasse-Wagen und Güterwaggons dauerte drei Tage. Die Frauen wurden auf einem weiteren Transport ins KZ Bergen-Belsen umgeleitet, wo sie am 22. März eintrafen. Dort waren sie unter anderem dem Typhus und Drohungen von Erschießungskommandos ausgesetzt. Viele Frauen aus dem Essener Arbeitslager überlebten Bergen-Belsen nicht. Eine größere, nicht genau bekannte Zahl erlebte jedoch noch die Befreiung des Konzentrationslagers durch die Engländer am 15. April 1945. Sie wurden zunächst durch das Rote Kreuz nach Schweden gebracht, von wo aus manche nach Israel und andere in die USA abwanderten. Nur wenige sind nach Ungarn zurückgekehrt.

## Nach der Befreiung bis heute

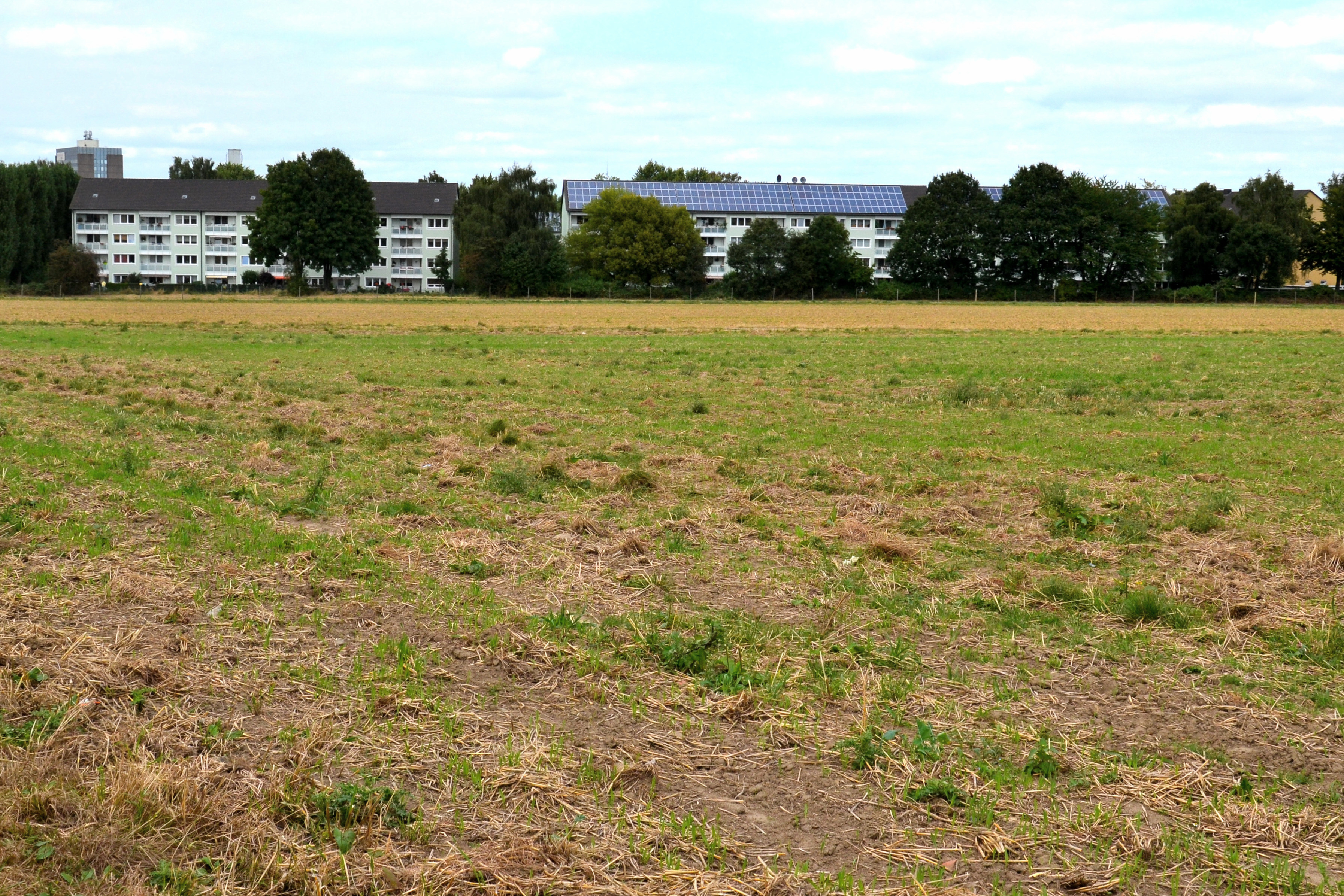
Heutige Wohnsiedlung auf dem Gelände des ehemaligen Lagers Humboldtstraße

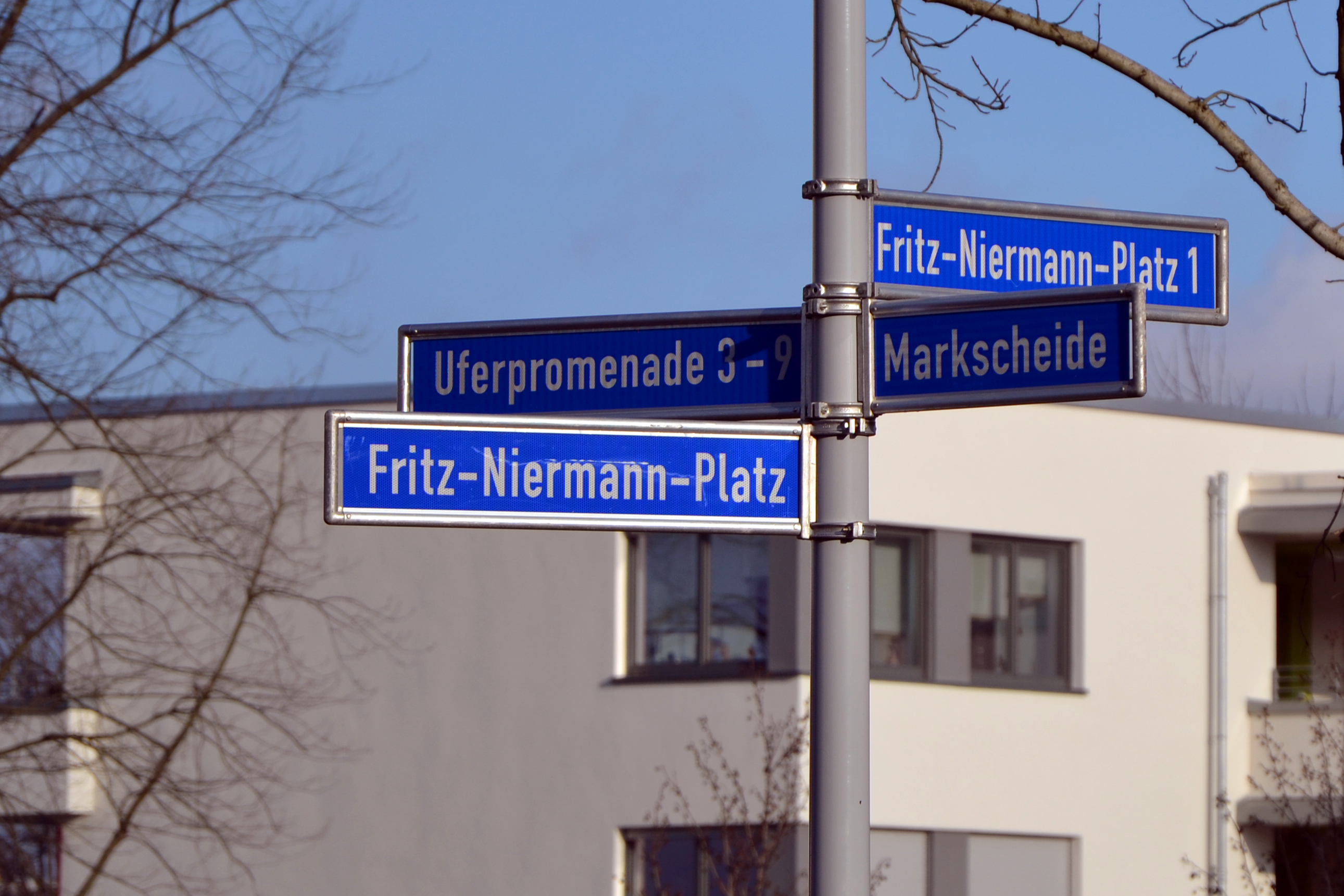
2013 nach einem der Retter, Fritz Niermann, benannter Platz in Essen-Altendorf

Im Nürnberger Krupp-Prozess 1947/48 wurde das Lager Humboldtstraße als Ausdruck unmenschlicher Arbeitskräftepolitik und einer industriellen Beteiligung an den nationalsozialistischen Verbrechen gewertet, auch weil Alfried Krupp von Bohlen und Halbach in Kenntnis des Ziels KZ Buchenwald veranlasste, dass die Jüdinnen Essen verlassen mussten.
Das ehemalige Areal des Arbeitslagers wurde in der Nachkriegszeit mit Mehrfamilienhäusern mit Werkswohnungen für Krupp-Mitarbeiter überbaut, die noch heute unter anderer Verwaltung dort stehen.
Am 2. Dezember 1959 bewilligte Krupp zehn Millionen D-Mark Entschädigung nur für jüdische Zwangsarbeiter, ohne eine gesetzliche Verpflichtung anzuerkennen. Die Tatsache, dass an die 400 der Frauen, die von Krupp kurz vor Kriegsende aus Essen ins KZ-Buchenwald abgeschoben wurden, nun Ansprüche geltend machten, wurde von Berthold Beitz, dem Generalbevollmächtigten des Nachkriegs-Konzerns, als Beleg für eine ungerechte Bestrafung Krupps im Nürnberger Krupp-Prozess dargestellt. Die Summe von 5000 DM pro Antragsteller wurde zudem schöngerechnet.
1971 gab es ein Ermittlungsverfahren von der Zentralen Stelle der Landesjustizverwaltungen zur Aufklärung nationalsozialistischer Verbrechen in Ludwigsburg zum Außenlager an der Humboldtstraße. Es kam nicht zum Strafverfahren.
1989 ließ die Stadt Essen an der Humboldtstraße / Ecke Regenbogenweg in Essen-Fulerum eine Gedenktafel aufstellen, die auf die Außenstelle des Konzentrationslagers Buchenwald, das Schicksal seiner hier untergebrachten Zwangsarbeiterinnen und auf die damals herrschenden, untragbaren Zustände hinweist. Diese Tafel ist Bestandteil der 5. Themenroute der Route der Industriekultur – Krupp und die Stadt Essen.
Das Haus in der Markscheide 50, in dem vier der sechs geflüchteten Frauen durch ihren Retter Fritz Niermann versteckt gehalten worden waren, wurde 2011 im Rahmen eines städtebaulichen Projektes, der Anlage des Niederfeldsees mit angrenzenden Wohn-Neubauten, abgerissen. Die am Haus befindliche Gedenktafel wurde gesichert und 2014 auf einer Wiese im Bereich des ehemaligen Hauses zum Gedenken neu aufgestellt. 2013 wurde ein kleiner Platz innerhalb der neuen Wohnsiedlung nach Fritz Niermann benannt.